# Дірк Богард
Сер Ді́рк Бо́гард (англ. Dirk Bogarde, ім'я при народженні — Дерек Жюль Гаспар Ульрік Нівен ван ден Богарде (нід. Derek Jules Gaspard Ulric Niven van den Bogaerde); 28 березня 1921 або 1920, Лондон — 8 травня 1999, там само) — британський кіноактор. Лицар-бакалавр.

## Біографія і творчість
Дірк Богард народився в сім'ї бельгійського художника, що працював художнім редактором в The Times, і шотландської актриси.
Закінчив Політехнічну школу мистецтв і Королівську академію мистецтв, працював художником і грав в невеликих околичних театрах. У 1937 році він навчався в Королівському коледжі мистецтв, де серед його педагогів був Генрі Мур.
З 1941 по 1946 роки Дірк Богард служив в армії і брав участь у військових діях Другої світової війни у Європі і на Далекому Сході. Після війни Богард працював у багатьох лондонських театрах і на телебаченні.
Починаючи з 1949 року Богард багато знімається в кіно. Впродовж десяти років з 1955 року Богард визнавався найвідомішим англійським актором, проте світова слава приходить до нього після 1963 року завдяки ролям в картинах таких майстрів, як Джозеф Лоузі, Лукіно Вісконті і Ліліана Кавані. Його акторським тріумфом стали ролі у фільмах «Слуга», «Смерть у Венеції» і «Нічний портьє».

## Особисте життя
Богард автор декількох автобіографічних книг («Форейтор, уражений блискавкою», «Вгору і вниз», «Людина правила»), він ніколи не згадує про свої любовні стосунки з жінками — тільки про дружні.
В середині 1960-х Богард переїхав до Провансу на Півдні Франції, де він жив зі своїм менеджером і давнім компаньйоном, Тоні Форвудом (Tony Forwood). Коли 1983 року Тоні смертельно захворів, Богард повернувся до Англії і доглядав за коханим до самої його смерті у 1988 році. У той час Богард скоротив свою роботу у фільмах і почав освоювати іншу професію — письменника. Впродовж 1980-90-х років він видав 16 книг, у тому числі 7 автобіографій і низку романів.
У 1992 році Дірк Богард був посвячений в лицарі. На схилі віку Богард став затятим захисником права на добровільний відхід з життя для смертельно хворих людей. Останні три роки життя Дірк Богард був наполовину паралізований, але навіть це не перешкодило йому закінчити книгу спогадів.
Помер 8 травня 1999 року в Лондоні від серцевого нападу.

## Обрана фільмографія
| Рік  |   | Українська назва        | Оригінальна назва      | Роль                   |
| ---- | - | ----------------------- | ---------------------- | ---------------------- |
| 1948 | ф | Квартет                 | Quartet                | Джордж Бленд           |
| 1950 | ф | Блакитна лампа          | The Blue Lamp          | Том Райлі              |
| 1950 | ф | Жінка, про яку мовиться | Woman in Question, The | Боб Бейкер             |
| 1951 | ф | Жертви шантажу          | Blackmailed            | Стівен Манді           |
| 1953 | ф | Зустріч у Лондоні       | Appointment in London  | Тим Мейсон             |
| 1953 | ф | Момент відчаю           | Desperate Moment       | Саймон Ван Холдер      |
| 1954 | ф | Сплячий тигр            | The Sleeping Tiger     | Френк Клементс         |
| 1955 | ф | Побачення в Ріо         | Rendez-vous а Rio      | Саймон Спарроу         |
| 1955 | ф | Доктор на морі          | Doctor at Sea          | доктор Саймон Спарроу  |
| 1957 | ф | Королівство Кемпбелла   | Campbell's Kingdom     | Брюс Кемпбелл          |
| 1957 | ф | Нічна засідка           | Ill Met by Moonlight   | майор Патрік Лі Фермор |
| 1958 | ф | Дилема доктора          | The Doctor's Dilemma   | Луї Дюбеда             |
| 1959 | ф | Незакінчена пісня       | Song Without End       | Ференц Ліст            |
| 1960 | ф | Ангел у червоному       | The Angel Wore Red     | Артур Каррера          |
| 1961 | ф | Жертва                  | Victim                 | Мелвілл Фарр           |
| 1963 | ф | Слуга                   | The Servant            | Г'юго Баррет           |
| 1965 | ф | Дорога́                  | Darling                | Роберт Гоулд           |
| 1968 | ф | Посередник              | The Fixer              | Бібіков                |
| 1969 | ф | Загибель богів          | La Caduta degli dei    | Фрідріх Брукманн       |
| 1971 | ф | Смерть у Венеції        | Morte a Venezia        | Густав фон Ашенбах     |
| 1973 | ф | Змій                    | Le Serpent             | Філіп Бойл             |
| 1974 | ф | Нічний портьє           | Il portiere di notte   | Максиміліан            |
| 1977 | ф | Міст надто далеко       | A Bridge Too Far       | Фредерік Бравнінг      |
| 1977 | ф | Провидіння              | Providence             | Клод Лангем            |
| 1977 | ф | Відчай                  | Eine Reise ins Licht   | Герман Герман          |
| 1990 | ф | Ностальгія за татусем   | Daddy Nostalgie        | татусь                 |

## Нагороди і номінації
- Кінопремія BAFTA:
  - 1964 — Найкращий британський актор, фільм «Слуга» (англ. The Servant, 1963).
  - 1966 — Найкращий британський актор, фільм «Дорога́» (англ. Darling, 1963).
- 1987 — Нагорода Британського інституту кіно.